# Zalesie (gmina Sypniewo)
Zalesie – wieś sołecka w Polsce położona w województwie mazowieckim, w powiecie makowskim, w gminie Sypniewo.  Leży przy drodze drodze wojewódzkiej nr 626.
W latach 1975–1998 miejscowość należała administracyjnie do województwa ostrołęckiego.
Wierni Kościoła rzymskokatolickiego należą do parafii św. Małgorzaty w Gąsewie Poduchownym.